# Mistrzostwa Europy w Lekkoatletyce 1966 – bieg na 5000 m mężczyzn

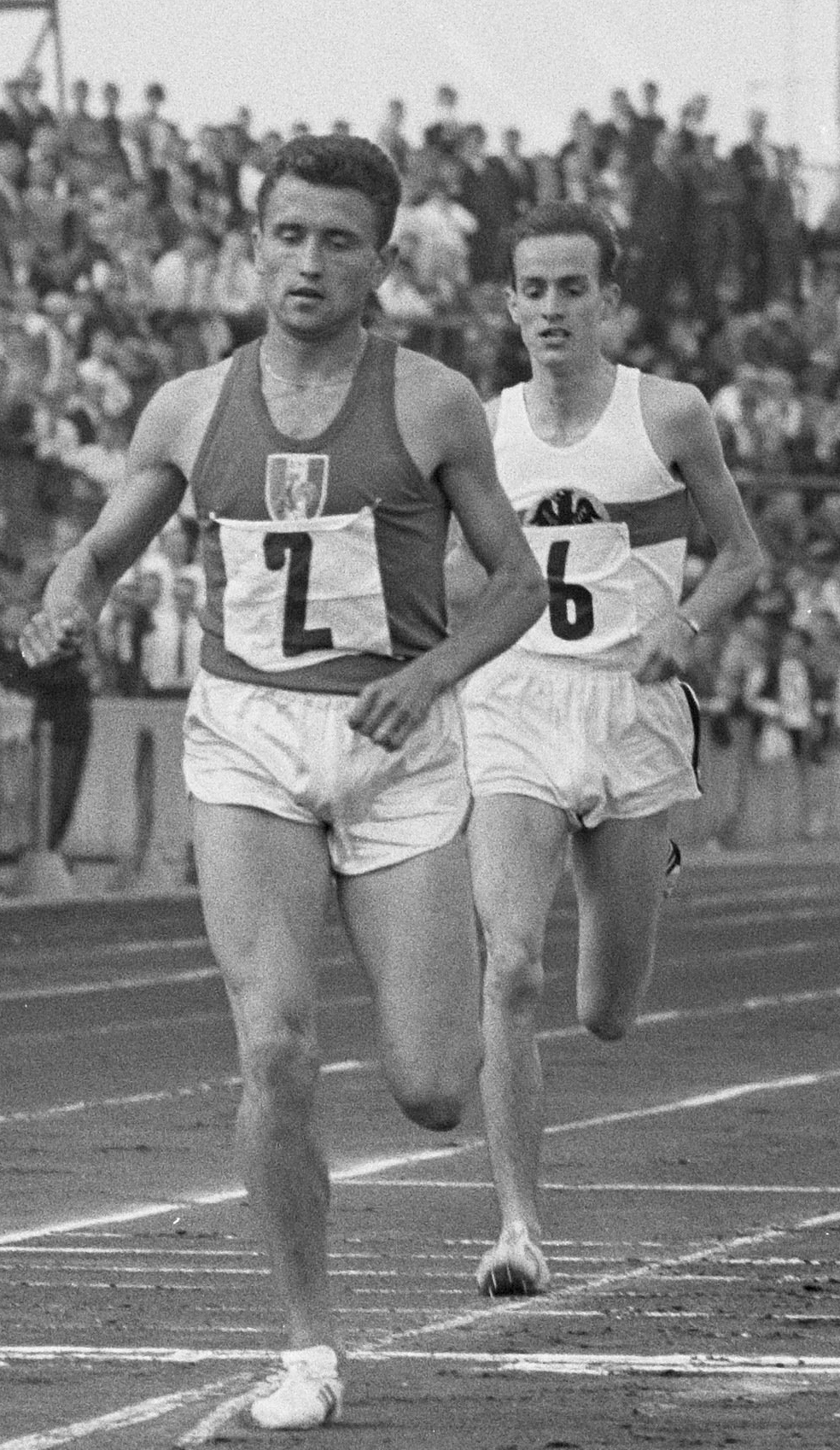
Michel Jazy (z lewej)

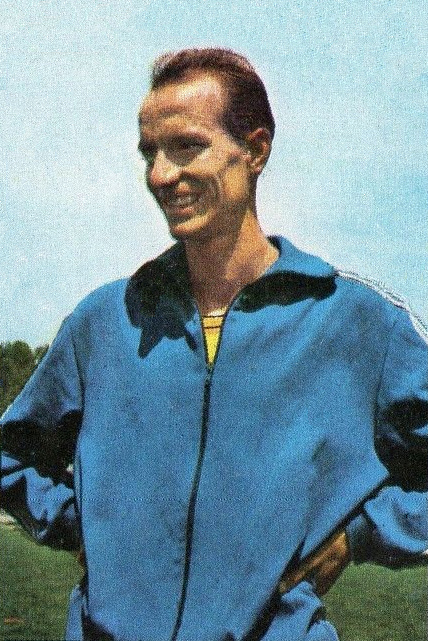
Harald Norpoth

Bieg na dystansie 5000 metrów mężczyzn był jedną z konkurencji rozgrywanych podczas VIII Mistrzostw Europy w Budapeszcie. Biegi eliminacyjne zostały rozegrane 2 września, a bieg finałowy 4 września 1966 roku. Zwycięzcą tej konkurencji został reprezentant Francji Michel Jazy, który na tych mistrzostwach zdobył również srebrny medal w biegu na 1500 metrów. W rywalizacji wzięło udział trzydziestu dwóch zawodników z dziewiętnastu reprezentacji.

## Rekordy
| Rekord świata     | Ron Clarke (AUS)            | 13:16,6 | Sztokholm, Szwecja  | 05.07.1966 |
| Rekord Europy     | Michel Jazy (FRA)           | 13:27,7 | Helsinki, Finlandia | 30.06.1965 |
| Rekord mistrzostw | Zdzisław Krzyszkowiak (POL) | 13:53,4 | Sztokholm, Szwecja  | 23.08.1958 |

## Wyniki

### Eliminacje
Bieg 1
| Miejsce | Zawodnik           | Czas    | Uwagi |
| ------- | ------------------ | ------- | ----- |
| 1       | Jean-Luc Salomon   | 13:49,4 | Q' CR |
| 2       | Harald Norpoth     | 13:50,2 | Q     |
| 3       | Lajos Mecser       | 13:50,2 | Q     |
| 4       | Edward Stawiarz    | 13:50,8 | Q     |
| 5       | Manuel de Oliveira | 13:51,4 | Q     |
| 6       | Dick Taylor        | 13:54,8 |       |
| 7       | Siegfried Herrmann | 13:57,8 |       |
| 8       | Franc Červan       | 14:00,0 |       |
| 9       | Renzo Finelli      | 14:10,0 |       |

Bieg 2
| Miejsce | Zawodnik            | Czas    | Uwagi |
| ------- | ------------------- | ------- | ----- |
| 1       | Jürgen Haase        | 13:59,0 | Q     |
| 2       | István Kiss         | 13:59,6 | Q     |
| 3       | Giennadij Chlistows | 13:59,8 | Q     |
| 4       | René Kilburg        | 13:59,8 | Q     |
| 5       | Eugène Allonsius    | 14:00,0 | Q     |
| 6       | Hans Gerlach        | 14:00,6 |       |
| 7       | Mariano Haro        | 14:07,2 |       |
| 8       | No op den Oordt     | 14:09,8 |       |
| 9       | Andrei Barabaș      | 14:14,0 |       |
| 10      | Thor Helland        | 14:23,2 |       |
| 11      | Tim Briault         | 14:28,6 |       |
| 12      | Czesław Kołodyński  | 14:41,4 |       |

Bieg 3
| Miejsce | Zawodnik          | Czas    | Uwagi |
| ------- | ----------------- | ------- | ----- |
| 1       | Michel Jazy       | 13:54,8 | Q     |
| 2       | Derek Graham      | 13:55,0 | Q     |
| 3       | Bernd Dießner     | 13:55,0 | Q     |
| 4       | Werner Girke      | 13:55,4 | Q     |
| 5       | Bengt Nåjde       | 13:55,8 | Q     |
| 6       | György Kiss       | 13:57,0 |       |
| 7       | Simo Važić        | 13:57,8 |       |
| 8       | Anatolij Makarow  | 13:58,6 |       |
| 9       | Thomas O’Riordan  | 14:12,4 |       |
| 10      | Henryk Piotrowski | 14:26,4 |       |
| 11      | Muharrem Dalkılıç | 14:45,6 |       |

### Finał
| Miejsce | Zawodnik            | Czas    | Uwagi |
| ------- | ------------------- | ------- | ----- |
| 1       | Michel Jazy         | 13:42,8 | CR    |
| 2       | Harald Norpoth      | 13:44,0 |       |
| 3       | Bernd Dießner       | 13:47,8 |       |
| 4       | Derek Graham        | 13:48,0 |       |
| 5       | Lajos Mecser        | 13:48,0 |       |
| 6       | Bengt Nåjde         | 13:48,2 |       |
| 7       | István Kiss         | 13:48,2 |       |
| 8       | Jean-Luc Salomon    | 13:52,0 |       |
| 9       | Manuel de Oliveira  | 13:52,6 |       |
| 10      | Werner Girke        | 13:53,2 |       |
| 11      | Jürgen Haase        | 13:55,6 |       |
| 12      | Edward Stawiarz     | 13:56,4 |       |
| 13      | Giennadij Chlistows | 14:00,0 |       |
| 14      | René Kilburg        | 14:06,2 |       |
| 15      | Eugène Allonsius    | 14:19,4 |       |